# Deep Freeze
「Deep Freeze」（ディープ・フリーズ）は、日本の歌手・愛内里菜の11作目のシングル。

## 概要
- 初回特典として『LOVE 里菜 X-mas（クリスマス）フォトカード』が封入されている。
- 表題曲だけでなく、カップリング曲のテーマも『冬』である。
- コーラスは宇徳敬子。

## 収録曲
1. Deep Freeze
  - 作詞：愛内里菜 / 作曲：輝門 / 編曲：AKIRA
2. White X-mas Song
  - 作詞：愛内里菜 / 作曲：輝門 / 編曲：三輪緑
3. Deep Freeze (instrumental)
4. White X-mas Song (instrumental)

## タイアップ
- よみうりテレビ系『プロの動脈。』エンディングテーマ（#1）
- 日本テレビ系『AX MUSIC-TV』AX POWER PLAY　#018（#1）

## 収録アルバム
- A.I.R（#1）
- GIZA studio Masterpiece BLEND 2002（#1）
- Single Collection（#1）
- ALL SINGLES BEST 〜THANX 10th ANNIVERSARY〜（#1）